# 1834 en littérature
| Années de la littérature : 1831 - 1832 - 1833 - 1834 - 1835 - 1836 - 1837    |
| Décennies de la littérature : 1800 - 1810 - 1820 - 1830 - 1840 - 1850 - 1860 |

Cet article présente les faits marquants de l'année 1834 en littérature.

## Événements
- 13 février : Juliette Drouet est engagée comme pensionnaire à la Comédie-Française. Elle n'y jouera jamais.
- 23 février : premières lectures des Mémoires d'outre-tombe à l'Abbaye-aux-Bois chez Madame Récamier[1].
- 1er mars : texte hostile à Victor Hugo de Gustave Planche dans la Revue des deux Mondes.
- 15 mars - 15 avril : publication dans la Revue des Deux-Mondes de la préface et de la conclusion des Mémoires d'outre-tombe.
- 1er avril : lettre de rupture de Victor Hugo à Sainte-Beuve.
- 12 avril : Victor Hugo est attaqué de biais par Désiré Nisard.
- 8 juin : Honoré de Balzac envoie au  baron Gérard les quatre premiers volumes des Études de mœurs de la Comédie humaine.
- 20 juillet, Paris : Juliette Drouet quitte le 35 bis de la rue de l’Échiquier pour le no 4 bis de la rue de Paradis.
- 22 juillet - 26 juillet : Juliette Drouet et Victor Hugo font ensemble leur premier voyage Saint-Germain, Triel, Meulan, Rolleboise, Louviers, Évreux, Pacy-sur-Eure, Poissy.
- 2 août : à la suite d'une nouvelle scène, Juliette Drouet quitte Paris pour Brest, avec sa fille Claire.
- 5 août : Victor Hugo quitte Paris pour rejoindre Juliette : Verneuil, Mortagne, Mayenne, Laval, Rennes. Il arrive à Brest le 8.
- 11 août : Juliette et Victor Hugo quittent Brest : Carnac, Locmariaquer, Auray. Le 12, à Vannes. Le 13, départ pour Nantes. Le 14 et le 15 : Nantes et Angers. Le 16, à Tours. Le 17, Amboise. Le 19, à Orléans, par Blois. Le 21, à Pithiviers et à Yèvre-le-Châtel. Le 22, à Étampes. Du 23 au 25 : Montlhéry, Palaiseau, Versailles, Saint-Germain. Le 26, à Gisors par Conflans et Pontoise. Le 27, à Gisors et Beauvais. Le 28, à Senlis par Clermont-de-l'Oise. Le 29 : Senlis et Chantilly. Le 30 et le 31 Saint-Germain, Jouy-en-Josas.
- 1er septembre : Victor Hugo installe Juliette Drouet près de Jouy, dans la vallée de la Bièvre, aux Metz. Il rentre seul à Paris.
- 3 septembre : Victor Hugo s'installe aux Roches (non loin de Jouy) avec sa femme et ses enfants.

- 2 novembre : Honoré de Balzac lance sa Lettre aux écrivains du XIXe siècle.
- 24 décembre : Honoré de Balzac retrouve Ewelina Hańska à Genève. Il lui offre le manuscrit d'Eugénie Grandet, la comtesse lui donne une bague-cachet à laquelle Balzac attribue une valeur de talisman.

### Presse
- 15 avril (3 avril du calendrier julien) : interdiction du Télégraphe de Moscou de Nikolaï Polévoï[2].
- Russie : parution de la Revue du ministère de l’Instruction publique[3]. Bibliothèque de lecture.

### Essais
- 15 janvier : publication, chez Urbain Canel de l'Étude sur Mirabeau de Victor Hugo, en préface aux Mémoires de Mirabeau.
- 19 mars : Littérature et philosophie mêlées de Hugo, 2 vol, chez Renduel.

- Paroles d’un croyant de Lamennais, qui rompt avec l’Église catholique.
- l’imam égyptien Rifa'a al-Tahtawi publie Takhlîs al-ibrîz fi talkhîs Bârîz (La purification de l'or ou l'aperçu abrégé de Paris), traduit sous le titre L'Or de Paris, récit de son voyage à Paris de 1828 à 1831, ouvrage considéré comme à l’origine de la Nahda.
- Économie politique chrétienne, du vicomte Alban de Villeneuve-Bargemon.

### Poésie
- Crépuscule de la Norvège, recueil de poèmes de Welhaven, écrits en dano-norvégien.
- Rêveries littéraires de Vissarion Belinsky.
- Le mendiant, poème de Victor Hugo extrait de Les Comtemplations, V
- Messire Thadée de Adam Mickiewicz

### Romans
- 6 juillet : Claude Gueux de Victor Hugo est publié dans la Revue de Paris.
- 6 septembre : Claude Gueux de Hugo paraît en plaquette.

- Balzac, Ferragus, La Duchesse de Langeais et La Recherche de l'absolu.
- Émile Cabanon, Un roman pour les cuisinières, éd. Eugène Renduel
- Mérimée, Les Âmes du purgatoire, nouvelle.
- Pouchkine, La Dame de pique, Histoire de la révolte de Pougatchev.
- Sainte-Beuve, Volupté, roman autobiographique
- George Sand écrit pour la Revue des Deux Mondes les Lettres d’un voyageur.
- George Sand, Secrétaire intime, Léone Léoni, Jacques, romans vénitiens.
- George Sand, Leone Leoni.
- George Sand, Jacques.

### Nouvelles
- George Sand, Metella.

### Contes
- George Sand, Garnier.

### Théâtre
- 14 juin : énorme succès du Robert Macaire, joué par Frédérick Lemaître.
- Alfred de Musset, On ne badine pas avec l'amour, Lorenzaccio et Fantasio

## Principales naissances
- 6 avril : Ilia Salov, écrivain russe (*(† 24 décembre 1902)
- 4 août : Gaspar Núñez de Arce, poète, dramaturge, écrivain et homme politique espagnol († 9 juin 1903).

## Principaux décès
- 25 juillet : Samuel Taylor Coleridge, poète anglais, 61 ans.